# رنکین اینلت
رنکین اینلت (به انگلیسی: Rankin Inlet) یک شهرک در کانادا است که در نوناووت واقع شده‌است. رنکین اینلت ۲۰٫۲۴ کیلومتر مربع مساحت و ۲٬۸۴۲ نفر جمعیت دارد و ۲۸ متر بالاتر از سطح دریا واقع شده‌است.